# Donderkruidmot
De donderkruidmot (Atralata albofascialis) is een vlinder uit de familie grasmotten (Crambidae). De wetenschappelijke naam is voor het eerst geldig gepubliceerd in 1829 door Treitschke.
De soort komt voor in Europa.